# Бака Мозиз
Ана Мери Робертсон Мозиз (7. септембар 1860 – 13. децембар 1961), позната по надимку Бака Мозиз, била је америчка народна уметница. Сликарством је почела озбиљно да се бави у 78. години живота, због чега се често наводи као пример појединца који је успешно започео каријеру у уметности у поодмаклом добу. Њени радови, изложени и продавани у Сједињеним Државама и иностранству, налазе се на бројним честиткама и другој роби. Слике Баке Мозиз изложене су у многим музејима. Дело Sugaring Off је 2006. године продато за 1,2 милиона америчких долара.
Мозиз се појавила на насловницама магазина, телевизији и у документарцу о свом животу. Написала је аутобиографију (Моја животна прича), освојила бројне награде, а додељена су јој и два почасна доктората.
Њујорк тајмс је рекао о њој: "Једноставни реализам, носталгична атмосфера и блистава боја којом је Бака Мозиз приказала једноставан живот на селу и руралној области омогућили су јој велики број пратиоца. Била је у стању да ухвати узбуђење зимског првог снега, припреме за Дан захвалности и нове, младе зелене боје надолазећег пролећа. Бака Мозиз је лично шармирала где год отишла. Сићушна, живахна жена са злобно сивим очима и брзом духовитошћу, могла је да буде оштра на језику и да строго живи са унуком. " 
Била је кућна домаћица укупно 15 година, почевши од дванаесте године. Један од њених послодаваца приметио је како цени њихове отиске које су направили Куријер и Ивес, а даривали су је уметничким материјалима за израду цртежа. Мозиз и њен супруг започели су свој брачни живот у Вирџинији, где су радили на фармама. 1905. вратили су се на североисток Сједињених Држава и настанили се на Игл Бриџу у Њујорјку . Пар је имао десеторо деце, од којих је пет преживело. Током живота је изразила интересовање за уметност, укључујући везење слика пређом, све док артритис није учинио ово мучење превише болним.

## Детињство и младост
Ана Мери Робертсон рођена је у Гринвичу, Њујорку, 7. септембра 1860. године; била је треће од десеторо деце рођене Маргарет Шенахан Робертсон и Расела Кинга Робертсона. Одрасла је са четири сестре и петоро браће. Њен отац водио је млин лана и био је пољопривредник. Као дете, Мозиз је краће време похађала школу која се састојала из једног јединог одељења . Та школа је сада Бенингтон музеј у Вермонту, који има највећу збирку њених дела у Сједињеним Државама. Била је инспирисана сликањем и узимала је часове сликања у школи. Мозиз је прво сликала као дете, користећи сок од лимуна и грожђа како би направила боје за своје "пејзаже". Остали природни материјали које је користила за стварање уметничких дела обухватали су млевени окер, траву, брашно и креч .
Са 12 година напустила је дом и почела да ради за имућну суседну породицу, обављајући послове на њиховој фарми. Наставила је чувати кућу, кувати и шити за богате породице 15 година. Једна од породица за коју је радила - Вајтсајдс - приметила је интересовање за њихове отиске Куријера и Ивес и купила бојице од креде и воска како би могла да створи своје уметничко дело.

## Брак и деца
Када је имала 27 година, радила је на истој фарми са Томасом Салмоном Мозизом, "запосленим човеком". Венчали су се и настанили у близини Стантона у Вирџинији где су провели скоро две деценије, живећи и радећи заузврат на пет локалних фарми.Аири Фарма Кућа у којој је породица живела Бака Мозиз и даље постоји (2018). Да би повећала приход породице, Ана је правила чипс и суви путер од крављег млека које је купила од своје уштеђевине. Касније је пар купио фарму. 
Пет од десетеро рођене деце је преживело. Иако је волела да живи у долини Шенандоа, Ана и Роберт су се 1905. године на наговор супруга преселили на фарму на Игл Бриџ у Њујорку. Када је Томас Мозиз имао 1927. године око 67 година, умро је од срчаног удара, након чега је Анин син Форест помагао управљањем фармом. Ана Мозиз се више никада није удавала. Пензионисала се и преселила се у кућу ћерке 1936. Ана Мери била је позната и као "Мајка Мозиз" или "Бака Мозиз", и иако се први пут излагала као "Гђа Мозиз", штампа ју је назвала "Бака Мозиз", а надимак се задржао.

## Декоративна уметност
Као млада супруга и мајка, Мозиз је била креативан у свом дому; на пример, 1918. декорисала је плочу за покривање камина током летњих месеци . Почев од 1932. године, Мозиз је направио везене слике предива за пријатеље и породицу. Такође је створила прелепе прошивене предмете, уметнички правац „хоби уметност“  како га је дефинисала Луци Р. Липард .
До 76. године, код Баке Мозиз се развио артритис, што је везење учинило болним. Њена сестра Селестиа сугерисала је да ће јој сликање бити лакше, а ова идеја је покренула Мозизину сликарску каријеру у касним 70-има.  Када је почела да је боли десна рука, прешла је на леву руку.

## Уметничка каријера
Оно што је изгледало као занимање за сликање у касној доби заправо је манифестација дечјег сна. Како није имала времена у тешком сеоском животу да се бави сликањем, била је дужна да се одрекне страсти да слика. У 92. години написала је: "Била сам сасвим мала. Отац би мени и мојој браћи добацио лист белог папира. Волео је да нас види како цртамо. Био је то ситан лист и трајао је дуже од слаткиша."  Охрабрење њеног оца хранило је њену страст према сликању и тај сан успео је да се манифестује касније у животу.

### Стил
Мозиз је сликала призоре сеоског живота  из ранијих дана, које је називала "старомодним" пејзажима Нове Енглеске. Мозиз је рекла да ће „добити инспирацију и почети сликати; тада ће заборавити све, осим оног што је некада било и како да сликам како би људи знали како смо живели“. Из својих уметничких дела изостављала је обележја савременог живота, попут трактора и телефонских стубова.
Њен рани стил је мање индивидуалан и реалистичнији или примитивнији, упркос недостатку знања или можда одбацивању основне перспективе . У почетку је стварала једноставне композиције или копирала постојеће слике. Како је каријера напредовала, створила је компликоване, панорамске композиције сеоског живота.
Била је плодна сликарка која је у три деценије створила преко 1500 дела на платну. Мозиз је у почетку наплаћивала од 3 до 5 долара за слику, у зависности од величине, а како јој је слава повећавала, њена дела су продата за 8.000 до 10.000 долара. Њене зимске слике подсећају на неке познате зимске слике Питера Бројгела Старијег, иако она никада није видела његово дело. Немачки обожавалац њеног рада рекао је: "Из њених слика зрачи оптимизам ведрог света; свет који нам показује је леп и добар. Осећате се као код куће у свим тим сликама и знате њихово значење. Немир и неуротична несигурност данашњице чине нас склонима да уживамо у једноставном и позитивном изгледу Баке Мозиз."

### Почетне изложбе
Током посете Хусик Фолсу 1938. године, Луис Ј. Калдор, колекционар уметности који је радио као инжењер у држави Њујорк, на прозору апотеке је видео слике које је насликала Бака Мозиз. Купио је залиху и још десет из њене куће у Игл Бриџу по 3 или 5 долара по комаду. Наредне године три слике Баке Мозиз уврштене су у изложбу Музеја модерне уметности у Њујорку под називом „Савремени непознати амерички сликари“. Њена прва самостална изложба, "Шта је супруга сликала на фарми", отворена је у истом граду у октобру 1940. године у Галерији Сент Етјен Ота Калира. Сусрет и поздрав са уметником и изложба 50 слика у робној кући Гимбел одржана је следећег дана 15. новембра. Њени уметнички прикази укључивали су узорке пекарских производа и конзерви који су освојили награде на жупанијском сајму. Њен трећи самостални наступ у толико месеци одржао се у галерији Вајт, у Вашингтону. 1944. године, представили су је Амерички британски уметнички центар и Галерија Сент Етјен, што је повећало њену продају. Њене слике су биле изложене широм Европе и Сједињених Држава током наредних 20 година. Ото Калир основао је Бака Мозиз Пропертиз. Inc. у њено име.
Слике Баке Мозиз биле су коришћене за обележавање америчких празника, укључујући Дан захвалности, Божић и Дан Мајки .  Током 1950-их, њене изложбе су обориле рекорде посећености широм света. Историчар уметности Јудит Стајн напоменула је: "Културна икона, шприцер, продуктивни новопечени сталеж непрестано се наводи као инспирација за домаћице, удовице и пензионере."  Њене слике репродуковане су на Халмарковим честиткама, плочицама, тканинама, и керамикама. Такође су коришћени за пласирање производа, попут кафе, шминке, цигарета и фотоапарата.

### Признања
1950. године Национални клуб за штампу је навео као једну од пет најзанимљивијих жена, а Национално удружење произвођача кућних хаљина одликовало ју је женом године 1951. Када је напунила 88 година, магазин Мадмазел назвао ју је "Младом женом године."  Добила је две почасне докторске дипломе. Прва је додељена 1949. године од стране Расел Сејџ колеџа, а друга две године касније од стране Колеџа за уметности и дизајн Мур .
Председник Хари С. Труман доделио јој је трофејну награду Женског националног клуба за штампу за изванредно достигнуће у уметности 1949. године. Џероум Хил режирао је 1950. документарац о њеном животу, који је био номинован за награду Оскар . Објавила је 1952. године своју аутобиографију „ Моја историја живота“ . У њој је рекла: "На свој живот гледам као на добар дан, то је урађено и осећам се задовољним тиме. Била сам срећна и задовољна, нисам знала ни за шта боље и направила сам најбоље од онога што је живот понудио. А живот је оно што стварамо, увек је био, увек ће бити. "  Године 1955. појавила се као гост на телевизијском програму Си Ит Нов, који је водио Едвард Р. Мароу .

## Касније године и смрт
Била је чланица Друштва потомака и кћерки америчке револуције . Гувернер Њујорка Нелсон Рокфелер њен 100. рођендан прогласио је „Даном Баке Мозиз“. Часопис ЛАЈФ прославио је рођендан представљајући је на насловници 19. септембра 1960. године. Дечија књига Прича о Баки Мозиз објављена је 1961. године.
Бака Мозиз умрла је у 101. години живота 13. децембра 1961. године у Дому здравља у Хосик Фалсу у Њујорку. Сахрањена је на гробљу Мепл Гроув. Председник Џон Ф. Кенеди упамтио ју је: "Смрт Баке Мозиз уклонила је вољену фигуру из америчког живота. Директност и живост њених слика вратили су примитивну свежину нашој перцепцији америчке сцене. И њен рад и њен живот помогли су нашој нацији да обнови своје пионирско наслеђе и присети се својих корена на селу и на граници. Сви Американци оплакују њен губитак. "  Након смрти, њен рад је изложен на неколико великих путујућих изложби у Сједињеним Државама и иностранству.

## Наслеђе
- Комад из 1942. године, Стара кугласта кућа из 1862. године, оцењиван је на скупу Антиквиста у Мемфису 2004.[23] Није била тако уобичајена као њени зимски пејзажи. Првобитно купљен 1940-их за мање од 10 долара,[24] комаду је процењивач, Алан Фаусел, доделио вредност осигурања у износу од 60 000 долара.
- У новембру 2006. године њен рад Sugaring Off из 1943. постао је њен најпродаванији рад у износу од 1,2 милиона америчких долара.[25]
- Ото Калир из галерије Сент Етјен поклонио је слику Баке Мозиз Четврти јул (1951) Белој кући на поклон 1952.[26] Слика се такође појављује на америчком комеморативном печату који је издат у част Баке Мозиз 1969.
- Лик Дејси "Грени" Мозиз, којег глуми глумица Ирен Рајан у популарној сеоској комичној телевизијској серији Беверли Хилбилис из 1960-их, проглашен је као омаж Баки Мозиз, која је умрла мало пре него што је серија почела.[27]
- Норман Роквел и Бака Мозиз били су пријатељи који су живели преко државне границе Вермонт-Њујорк.[28] Мојсије је живео на Игл Бриџу у Њујорку, а после 1938. године Роквел је имао кућу у оближњем Арлингтону у Вермонту .[29] Бака Мозиз појављује се на крајњем левом ободу у Норман Роквеловој слици Божићни повратак кући, која је штампана на насловници Сатрдеј Ивнинг Поста 25. децембра 1948.[30][31]

## Збирке
Неке од јавних збирки њеног дела су:
- У Бенингтоновом музеју у Бенингтону у Вермонту, налази се највећа јавна колекција Мозизиних слика [32][33]
- Музеј Бруклин, Њујорк Сити [34]
- Музеј уметности Фиг, Девенпорт, Ајова [35]
- Музеј и врт скулптура Хирсхорн, Вашингтон [36]
- Музеј уметности Лаурен Роџерс, Лаурел, Мисисипи [37]
- Музеј уметности Мајер на Рендолф-Мејкон женском колеџу, Вирџинија [38]
- Меморијална уметничка галерија Универзитета у Рочестеру, Њујорк [39]
- Музеј уметности Метрополитан, Њујорк Сити [40]
- Национални музеј жена у уметности, Вашингтон [41]
- Филипс Колекшн, Вашингтон[42]
- Смитсонијан музеј америчке уметности [43]
- Музеј уметности Универзитета у Ајови, град Ајова [44]

## Радови
Нека од њених дела су:
- Јесен у Беркширима
- Црни коњи, 1942
- Сајам Бондвил, 1945
- Хватање ћурке за Дан Захвалности, музеј уметности у Сан Дијегу
- Божић, 1958, Уље и темпера на прешаном дрву, Смитсониан музеј америчке уметности [45]
- Раздвајање путева, 1947, уље и темпера на масониту, Збирка Америчког музеја народне уметности, Њујорк
- Енглеска светна викендица, везење
- Изађите из санки, 1960, уље на пресованом дрвету
- Бака Мозиз одлази у Велики град, 1946, уље на платну, Смитсониан музеј америчке уметности [46]
- Време косидбе, 1945
- Кућа краља Хезекије из 1776. 1943. Музеј уметности Феникс
- Дом за Дан захвалности, 1952 [47]
- Хусик водопади, 1944, уметнички центар Јужни Вермонт
- Џек и Џил
- Четврти Јули 1951
- Моја кућна брда, Меморијална уметничка галерија Универзитета Рочестер, Њујорк
- Излазак за божићна дрвца
- Рокабај, 1957, прабаба са унуцима
- Дом детињства Ане Мери Робертсон Мозиз, 1942.[48]
- Ћурка за Дан Захвалности
- Повратак кћери, уље на пресованом дрвету
- Стара куцкава кућа
- Стари покривени мост, Музеј уметности Ведворт Атинум, Хартфорд, Конектикат
- Стара Оакенова канта
- Црвена кугласта кућа
- Ћурка у слами, око 1940 , приватна колекција [49]
- Бели Божић
- Зима је овде, 1945 [50]